# Willis Reed
Pour les articles homonymes, voir Reed.
Willis Reed Jr., né le 25 juin 1942 à Hico en Louisiane et mort le 21 mars 2023,, est un joueur de basket-ball américain. 
Il a joué pour les Knicks de New York lors de l'ensemble de sa carrière, qu'il débute par un titre de Rookie of the Year en 1965. Il termine sa carrière en 1974, touché par les blessures, et entre au Hall of Fame en 1982, son maillot, le numéro 19, a été retiré par les Knicks de New York.
Malgré une taille moyenne pour le poste de pivot, environ 2,06 mètres, comparé à Wilt Chamberlain et Kareem Abdul-Jabbar, il remporte le titre en 1970 et 1973, ainsi que le titre de MVP de la saison régulière en 1970. Cette année-là, il remporte également le titre de MVP des finales, ainsi que celui de MVP du All-Star Game devenant le premier joueur de l'histoire à réaliser pareille performance, il a depuis été rejoint par Michael Jordan à deux reprises et Shaquille O'Neal.
Il fait partie de la liste des 50 meilleurs joueurs de l'histoire de la NBA, lors du cinquantenaire de la NBA en 1996.

## Biographie

### Carrière universitaire
Willis Reed joua de 1960 à 1964 pour les Tigers de Grambling State au sien de la NAIA.

### Knicks de New York
Les Knicks de New York sélectionnent Reed au second tour, avec le huitième choix de la draft NBA 1964. Reed se fait rapidement un nom de force féroce, dominante et physique des deux côtés du terrain. En mars 1965, il inscrit 46 points contre les Lakers de Los Angeles, le deuxième meilleur total de points sur un match par un rookie des Knicks. Pour sa première saison, il obtient sa première sélection pour le NBA All-Star Game et a remporté le titre de NBA Rookie of the Year, tout en étant nommé dans la All-Rookie First Team.
Son équipe connaît des difficultés pendant quelques années malgré l'ajout de bons joueurs par le biais de transferts et sélections de draft. Dick McGuire est remplacé comme entraîneur par Red Holzman, au milieu de la saison 1967-1968. Les Knicks avaient un bilan de 15 à 22 sous McGuire et Holzman les a menés à un bilan de 28-17. En 1968, le bilan final de New York est de 43-39, son premier bilan positif depuis la saison 1958-1959.
Durant la saison 1968-1969, New York maintient ses adversaires à un moins de 105,2 points inscrits par match. Avec Reed bouchant le secteur intérieur et Walt Frazier faisant pression sur le meneur, les Knicks vont être la meilleure équipe défensive de la ligue pour cinq des six prochaines saisons. Reed marque 21,1 points par match et atteint un record de la franchise de 1 191 rebonds pour une saison, soit une moyenne de 14,5 rebonds par match.

#### Premier titre NBA
Au cours de la saison 1969-1970, les Knicks remportent un total record de 60 matchs et établissent un record NBA en une seule saison avec une série de victoires de 18 matchs. En 1970, Reed devient le premier joueur de l’histoire de la NBA à être nommé MVP du NBA All-Star Game, MVP de la saison régulière et le MVP des Finales au cours de la même saison.
Son fait marquant remonte au 8 mai 1970, lors du match sept des finales, auquel il prend part en dépit d'une grave blessure et d'un traitement difficile. Il marque les deux premiers paniers du match, et les Knicks l'emportent 113-99 face aux Lakers de Los Angeles, au Madison Square Garden. Après le match dans le vestiaire du vainqueur, Howard Cosell ému dit à Reed à la télévision nationale, "Vous incarnez le meilleur que l’esprit humain peut offrir",.
Les Knicks réalisent un bilan de 52-30 dans la saison 1970-1971, toujours assez bon pour la première place dans la division Atlantique et à la mi-saison, Reed égale le record de franchise de Harry Gallatin en saisissant 33 rebonds contre les Royals de Cincinnati. Une fois de plus, Reed est titulaire dans le NBA All-Star Game. Pour cette saison, il obtient en moyenne 20,9 points et 13,7 rebonds par match, mais les Knicks sont éliminés par les Bullets de Baltimore en finale de la Conférence Est. En 1971-1972, Reed est gêné par une tendinite au genou gauche, ce qui a limité sa mobilité. Il manque deux semaines au début de la saison mais se blesse peu après son retour et il totalise 11 matchs pour l’année. Sans Reed, les Knicks arrivent tout de même à atteindre les Finales NBA 1972, mais sont vaincus en cinq matchs par les Lakers de Los Angeles.

#### Second titre NBA
Les Knicks de 1972-1973 terminent la saison avec un bilan de 57-25 et remportent un second titre de la NBA. Reed contribue moins qu’il ne l'a fait deux saisons plus tôt. En 69 matchs de saison régulière, il n’obtient en moyenne que 11 points par match. Dans les playoffs, les Knicks battent les Bullets et éliminent les Celtics de Boston, pour affronter de nouveau les Lakers en Finales NBA. Après avoir perdu le premier match, les Knicks remportent les quarts suivants, remportant leur second titre NBA avec une victoire 102-93 au cinquième match. Reed est nommé MVP des Finales à nouveau pour la seconde fois.
La carrière de Reed est interrompue par des blessures et il prend sa retraite après la saison 1973-1974. Durant sa carrière, Reed obtient en moyenne 18,7 points et 12,9 rebonds par match, jouant 650 matchs. Il participe à 7 reprises au NBA All-Star Game.
Reed a été entraîneur pendant plusieurs années avant de passer au management. Il fut l'entraîneur des Knicks en 1977-1978. Il part ensuite à l’Université Creighton de 1981 à 1985 et devient entraîneur adjoint bénévole à l'Université de Saint John. Reed a également été entraîneur adjoint des Hawks d'Atlanta et des Kings de Sacramento en NBA.
Reed débute comme entraîneur principal des Nets du New Jersey le 1er mars 1988, une semaine après que l'ailier star des Nets, et cousin de Reed, Orlando Woolridge est suspendu par la ligue et devait subir une réhabilitation de drogue. Il compile un bilan de 33-77 avec les Nets. En 1989, il est embauché comme manager général des Nets et vice-président des opérations de basketball, jusqu'en 1996. Pendant cette période, il sélectionne Derrick Coleman, Kenny Anderson, ou encore Dražen Petrović, et fait des Nets, un concurrent en playoffs tout au long des années 1990.
Reed a ensuite occupé le poste de vice-président des opérations de basket-ball avec les Hornets de La Nouvelle-Orléans en 2004. Il prend sa retraite de ce poste en 2007.

## Palmarès
- 2 fois champion NBA en 1970 et 1973.
- 2 fois MVP des Finales NBA en 1970 et 1973.
- 1 fois NBA Most Valuable Player en 1970.
- 7 sélections au NBA All-Star Game de 1965 à 1971.
- 1 fois MVP du NBA All-Star Game en 1970.
- Élu NBA Rookie of the Year en 1965.
- 1 sélection dans la All-NBA First Team en 1970.
- 4 sélections dans la All-NBA Second Team en 1967, 1968, 1969 et 1971.
- 1 sélection dans la NBA All-Defensive First Team en 1970.
- Élu dans la NBA All-Rookie Team en 1965.

## Statistiques
| Champion NBA | MVP des finales NBA | MVP de la saison | Recrue/rookie de la saison |

gras = ses meilleures performances

### Saison régulière
| Saison        | Équipe        | Matchs | Titul. | Min./m | % Tir | % 3pts | % LF | Rbds/m. | Pass/m. | Int/m. | Ctr/m. | Pts/m. |
| ------------- | ------------- | ------ | ------ | ------ | ----- | ------ | ---- | ------- | ------- | ------ | ------ | ------ |
| 1964-1965     | New York      | 80     | —      | 38.0   | .432  | —      | .742 | 14.7    | 1.7     | —      | —      | 19.5   |
| 1965-1966     | New York      | 76     | —      | 33.4   | .434  | —      | .757 | 11.6    | 1.2     | —      | —      | 15.5   |
| 1966-1967     | New York      | 78     | —      | 36.2   | .489  | —      | .735 | 14.6    | 1.6     | —      | —      | 20.9   |
| 1967-1968     | New York      | 81     | —      | 35.5   | .490  | —      | .721 | 13.2    | 2.0     | —      | —      | 20.8   |
| 1968-1969     | New York      | 82     | —      | 37.9   | .521  | —      | .747 | 14.5    | 2.3     | —      | —      | 21.1   |
| 1969-1970     | New York      | 81     | —      | 38.1   | .507  | —      | .756 | 13.9    | 2.0     | —      | —      | 21.7   |
| 1970-1971     | New York      | 73     | —      | 39.1   | .462  | —      | .785 | 13.7    | 2.0     | —      | —      | 20.9   |
| 1971-1972     | New York      | 11     | —      | 33.0   | .438  | —      | .692 | 8.7     | 2.0     | —      | —      | 13.4   |
| 1972-1973     | New York      | 69     | —      | 27.2   | .474  | —      | .742 | 8.6     | 1.8     | —      | —      | 11.0   |
| 1973-1974     | New York      | 19     | —      | 26.3   | .457  | —      | .792 | 7.4     | 1.6     | .6     | 1.1    | 11.1   |
| Carrière      | Carrière      | 650    | —      | 35.5   | .476  | —      | .747 | 12.9    | 1.8     | .6     | 1.1    | 18.7   |
| All-Star Game | All-Star Game | 7      | 4      | 23.0   | .452  | —      | .750 | 8.3     | 1.0     | —      | —      | 12.6   |

### Playoffs
| Saison   | Équipe   | Matchs | Titul. | Min./m | % Tir | % 3pts | % LF | Rbds/m. | Pass/m. | Int/m. | Ctr/m. | Pts/m. |
| -------- | -------- | ------ | ------ | ------ | ----- | ------ | ---- | ------- | ------- | ------ | ------ | ------ |
| 1967     | New York | 4      | —      | 37.0   | .538  | —      | .960 | 13.8    | 1.8     | —      | —      | 27.5   |
| 1968     | New York | 6      | —      | 35.0   | .541  | —      | .733 | 10.3    | 1.8     | —      | —      | 21.3   |
| 1969     | New York | 10     | —      | 42.9   | .510  | —      | .786 | 14.1    | 1.9     | —      | —      | 25.7   |
| 1970     | New York | 18     | —      | 40.7   | .471  | —      | .737 | 13.8    | 2.8     | —      | —      | 23.7   |
| 1971     | New York | 12     | —      | 42.0   | .413  | —      | .667 | 12.0    | 2.3     | —      | —      | 15.7   |
| 1973     | New York | 17     | —      | 28.6   | .466  | —      | .857 | 7.6     | 1.8     | —      | —      | 12.8   |
| 1974     | New York | 11     | —      | 12.0   | .378  | —      | .600 | 2.0     | .4      | .2     | .0     | 3.4    |
| Carrière | Carrière | 78     | —      | 33.9   | .474  | —      | .765 | 10.3    | 1.9     | .2     | .0     | 17.4   |